# Dehesas de Guadix
Dehesas de Guadix è un comune spagnolo di 571 abitanti situato nella comunità autonoma dell'Andalusia.